# Günther Rücker

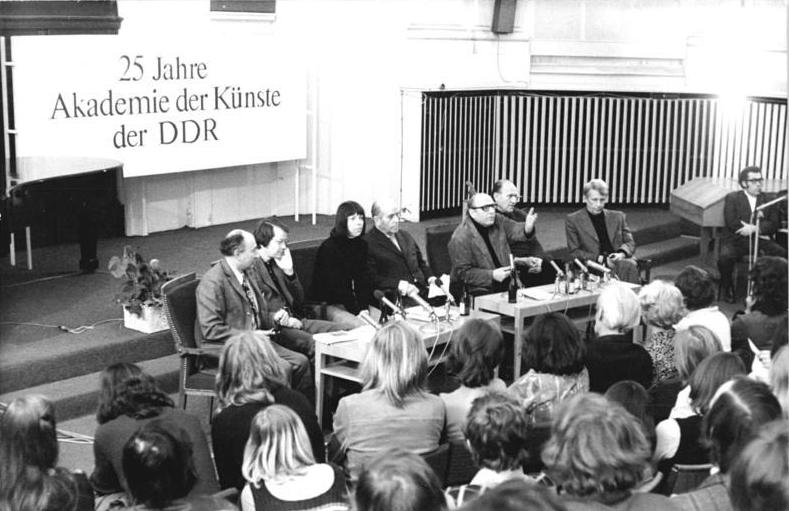
Günther Rücker (5. v. l.)
am 10. April 1975 in Ostberlin

Günther Rücker (* 2. Februar 1924 in Reichenberg, Tschechoslowakei; † 24. Februar 2008 in Meiningen) war ein deutscher Erzähler, Dramatiker und Regisseur. Von ihm stammen Hörspiele, Drehbücher, Romane und Erzählungen.

## Leben
Der Sohn des Tischlers Thomas Rücker, der teilweise jüdische Vorfahren hatte, und seiner Ehefrau Johanna, geborene Schmidt, besuchte in seinem Geburtsort in Böhmen die Oberrealschule und machte 1942 das Notabitur. Als Soldat im Zweiten Weltkrieg gelangte er in britische Kriegsgefangenschaft. Ab 1945 lebte er in Leipzig, wo er an der Theaterhochschule „Hans Otto“ ein Studium begann. Später lebte er in Ost-Berlin und in Meiningen.
Ab 1951 war er beim Hörfunk – zunächst als Regisseur, ab 1952 als Hörspielautor – tätig, wobei er unter anderem mit Paul Dessau zusammenarbeitet. Seit 1954 war Rücker Mitglied des Deutschen Schriftstellerverbandes. Ab 1955 beim Film wurde Rücker nach seinen ersten Dokumentarfilmen vor allem auch als Spielfilmautor beschäftigt. Mit Wolfgang Kohlhaase schrieb er z. B. das Drehbuch zu Der Fall Gleiwitz (1961), einem der wichtigsten DEFA-Filme überhaupt.
Auch als Dramatiker wurde der Autor bekannt: Der Herr Schmidt – Ein deutsches Spektakel mit Polizei und Musik (1969), das den Kölner Kommunistenprozess zum Gegenstand hatte, war sein erster diesbezüglicher Erfolg. Im selben Jahr wurde auch sein Drama Der Nachbar des Herrn Pansa uraufgeführt. Daneben stammen viele Hörspiele von Rücker – der Hörspielmonolog war eine Gattung, der er sich besonders widmete.
Seit 1972 Mitglied der Akademie der Künste der DDR (1991 erneut gewählt), war Rücker von 1974 bis 1982  Sekretär der Sektion Dichtkunst und Sprachpflege und Mitglied des Präsidiums der Akademie.
Als Inoffizieller Mitarbeiter des Ministeriums für Staatssicherheit mit Decknamen „Günther“ wurde Rücker seit 1978 zur Durchsetzung kulturpolitischer Leitlinien in der Akademie der Künste und zur direkten Beobachtung von Akademie-Mitgliedern wie Franz Fühmann und Konrad Wolf eingesetzt. Seit 1978 war Rücker zugleich Mitglied des Zentralvorstands des Deutschen Schriftstellerverbandes.
Günter Rücker war der erste Ehemann der Schauspielerin Vera Oelschlegel (* 1938).

## Ehrungen und Auszeichnungen
- 1956: Nationalpreis der DDR II. Klasse für Du und mancher Kamerad im Kollektiv
- 1966: Heinrich-Greif-Preis I. Klasse für Die besten Jahre
- 1966: Erich-Weinert-Medaille
- 1969: Verdienstmedaille der DDR
- 1971: Nationalpreis der DDR II. Klasse für sein literarisches Gesamtwerk
- 1972: Aufnahme in die Akademie der Künste der DDR
- 1977: Prix Italia (Hörspiel-Regie zs. mit Barbara Plensat) für Die Grünstein-Variante
- 1978: Vaterländischer Verdienstorden in Bronze
- 1980: Preis (Drehbuch) beim 1. Nationalen Spielfilmfestival der DDR in Karl-Marx-Stadt für Bis daß der Tod euch scheidet
- 1980: Internationales Filmfestival Karlovy Vary: Grand Prix für Die Verlobte
- 1980: Nationalpreis der DDR I. Klasse für Die Verlobte im Kollektiv
- 1981: Sydney Film Festival: 1. Preis für Die Verlobte
- 1982: Kritikerpreis der Sektion Theorie und Kritik des Verbandes der Film- und Fernsehschaffenden der DDR für Die Verlobte als Bester DEFA-Film des Jahres 1981
- 1982: Großer Preis für Die Verlobte beim 2. Nationalen Spielfilmfestival der DDR in Karl-Marx-Stadt

## Werke

### Filmografie
- 1954: Zehn Jahre später (TV)
- 1956: Junges Gemüse
- 1956: Du und mancher Kamerad (Co-Drehbuch)
- 1959: Der schweigende Stern
- 1961: Der Fall Gleiwitz
- 1963: Requiem für einen Lampenputzer (TV, auch Co-Regie)
- 1964: Das Abendgericht (TV)
- 1965: Die besten Jahre (auch Regie)
- 1972: Der Dritte
- 1973: Wolz – Leben und Verklärung eines deutschen Anarchisten
- 1975: Lisa (TV)
- 1979: Bis daß der Tod euch scheidet
- 1980: Die Verlobte (auch Co-Regie mit Günter Reisch) (nach dem Roman Das Haus der schweren Tore von Eva Lippold)
- 1982: Hotel Polan und seine Gäste (TV-Dreiteiler)
- 1985: Radnóti (Kurz-Dokumentarfilm)
- 1986: Hilde, das Dienstmädchen (auch Co-Regie mit Jürgen Brauer)

### Hörspiele
- 1952: Adam Tarn: Ortega – Regie (Berliner Rundfunk)
- 1952: Ion Luca Caragiale: Ein verlorener Brief  – Regie (Hörspiel – Deutschlandsender)
- 1952: Konstantin Trenjow: Ljubow Jarowaja – Regie (Rundfunk der DDR)
- 1953: Drachen über den Zelten – Autor und Regie (Rundfunk der DDR)
- 1954: Zehn Jahre später – Autor und Regie (Dokumentarhörspiel – Rundfunk der DDR)
- 1955: Begegnung im Dschungel – Autor und Regie (Rundfunk der DDR)
- 1955: Lion Feuchtwanger: Die Witwe Capet – Regie (Rundfunk der DDR)
- 1956: Pierrot und Columbine – Autor und Regie (Rundfunk der DDR)
- 1958: Bericht Nummer 1 – Autor und Regie (Hörspiel – Rundfunk der DDR)
- 1960: Frühlingsmärchen – Autor und Regie (Hörspiel – Rundfunk der DDR)
- 1961: Der Platz am Fenster – Autor und Regie (Hörspiel – Rundfunk der DDR)
- 1961: Bericht Nummer 2 – Autor und Regie (Hörspiel – Rundfunk der DDR)
- 1962: Der Platz am Fenster gegenüber – Autor und Regie (Hörspiel – Rundfunk der DDR)
- 1962: Requiem für einen Lampenputzer – Autor und Regie (Hörspiel – Rundfunk der DDR)
- 1967: Alle meine Bräute – Autor und Regie (Hörspiel – Rundfunk der DDR)
- 1968: Wolfgang Kohlhaase, Rita Zimmer: Fisch zu viert – Regie (Rundfunk der DDR)
- 1970: Bericht Nummer 3 – Autor und Regie (Hörspiel – Rundfunk der DDR)
- 1970: Das Modell – Autor und Regie (Hörspiel – Rundfunk der DDR)
- 1971: Portrait einer dicken Frau – Autor und Regie (Hörspiel – Rundfunk der DDR)
- 1972: Gisela Steineckert: Die letzte Seite im Tagebuch – Regie (Rundfunk der DDR)
- 1972: Karl Hermann Roehricht: Private Galerie – Mitautor und Regie (Hörspiel – Rundfunk der DDR)
- 1973: Sieben Takte Tango – Autor und Regie (Hörspiel – Rundfunk der DDR)
- 1974: Lisa – Autor und Regie (Hörspiel – Rundfunk der DDR)
- 1974: Edith Anderson: Briefe aus New York – Regie (Rundfunk der DDR)
- 1975: Geben Sie mir die Ehre und trinken Sie ein Glas Tee mit mir – Autor und Regie (Hörspiel – Rundfunk der DDR)
- 1976: Wolfgang Kohlhaase: Die Grünstein-Variante – Regie mit Barbara Plensat (Rundfunk der DDR) ISBN 3-89813-176-9
- 1982: Dame vor Spiegel – Autor und Regie (Hörspiel – Rundfunk der DDR)
- 1986: Es lebten einst zwei Brüder – Autor und Regie (Hörspiel – Rundfunk der DDR)

### Bücher
- Sieben Takte Tango. 11 Hörspiele & 1 Komödie. Leipzig: Reclam 1979.
- Bis daß der Tod euch scheidet. Filmszenarium. Berlin/DDR: Henschelverlag 1979.
- Herr von Oe. Hilde, das Dienstmädchen. Zwei Erzählungen. Berlin, Weimar: Aufbau 1984.
- Anton Popper und andere Erzählungen. Berlin, Weimar: Aufbau 1985.
- Alles Verwandte. Novellen. West-Berlin: Wagenbach 1987.
- Die Verlobte. Texte zu sieben Spielfilmen. Hg. v. Peter Wuss. Berlin/DDR: Henschelverlag 1988. [Darin: Der Fall Gleiwitz / Die besten Jahre / Der Dritte / Wolz – Leben und Aufklärung eines deutschen Anarchisten / Bis daß der Tod euch scheidet / Die Verlobte / Hilde, das Dienstmädchen].
- Erzählung eines Stiefsohns. Prosa, Essay. Leipzig: Reclam 1988.
- Woher die Geschichten kommen. Berlin: Aufbau 1990.
- Otto Blomow. Geschichte eines Untermieters. Berlin: Rütten & Loening 1991.
- Aus dem Leben eines Witwers. Berlin: Berliner Handpresse 1995.
- Erste Liebe und anderes. Berlin: Edition Schwarzdruck 2007.